# سرگئی سارگسیان (مجری تلویزیونی)
سرگئی سارگسیان (ارمنی: Սերգեյ Սարգսյան؛ انگلیسی: Sergey Sargsyan؛ ۷ آوریل ۱۹۸۲) یک مجری تلویزیونی و مترجم اهل ارمنستان است. وی از سال میلادی تاکنون مشغول فعالیت بوده است.

## زندگی‌نامه
وی در ۷ آوریل ۱۹۸۲ در تفلیس به دنیا آمد و از دانشگاه دولتی زبان‌ها و علوم اجتماعی بروسوف ایروان فارغ‌التحصیل شد. 

## گزیده فیلمشناسی
از فیلم‌ها یا برنامه‌های تلویزیونی که وی در آن نقش داشته است می‌توان به آرم‌کمدی اشاره کرد.

## نگارخانه

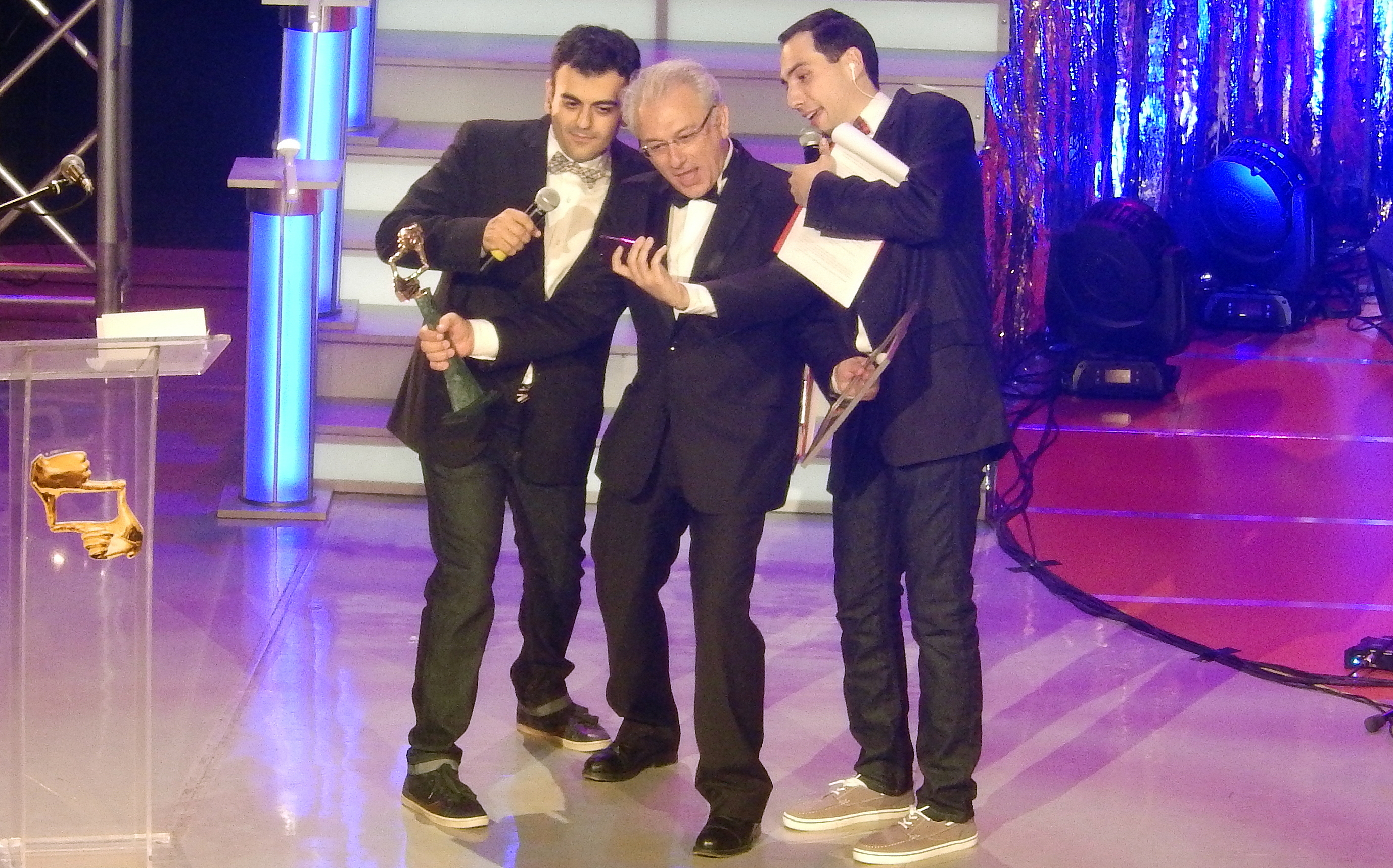
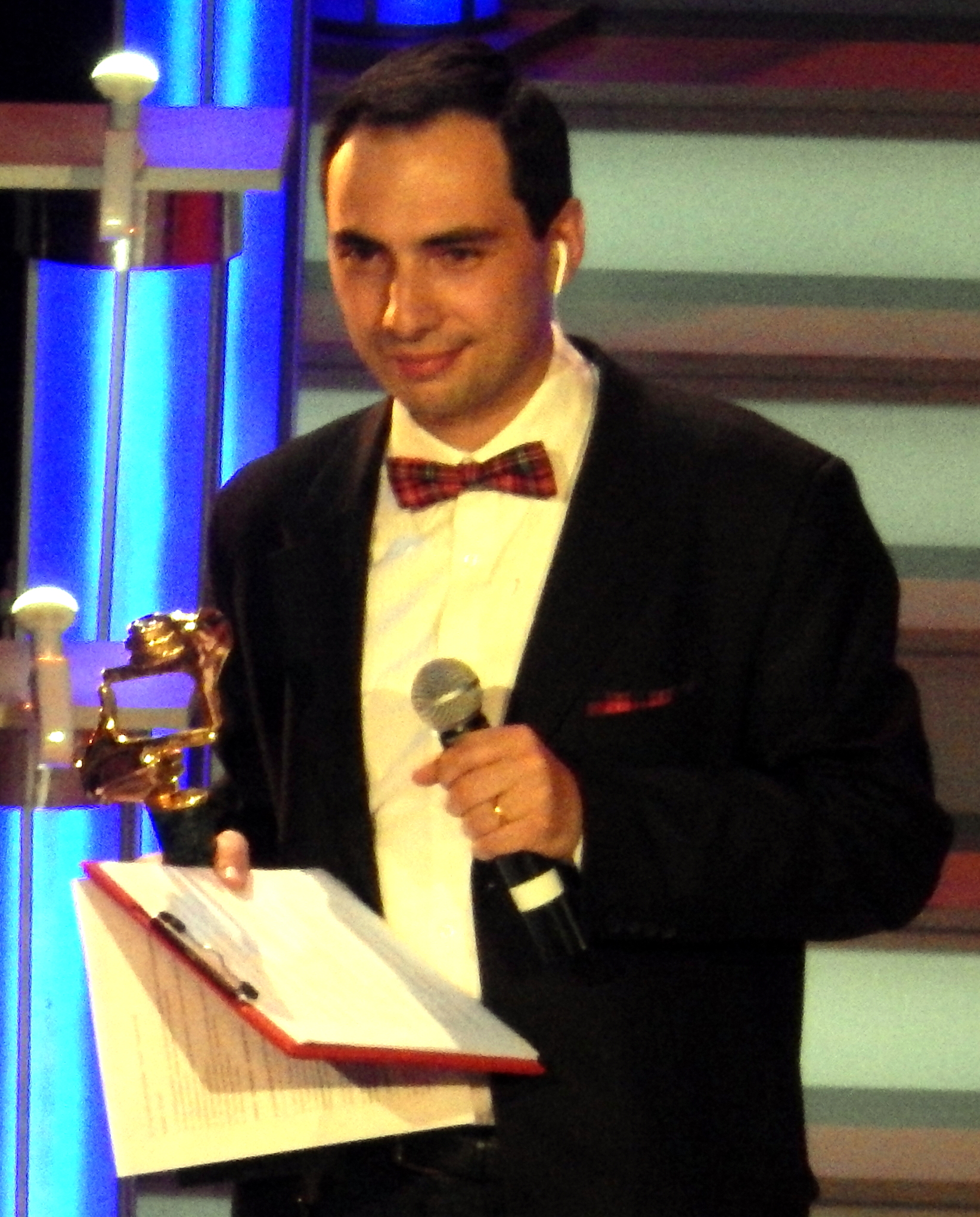